# Louis Maire
 Louis Maire (o Lemaire, le Maire) (Berlín, ? - Port Elizabeth, 1885) médico, botánico, micólogo, y taxónomo alemán.

## Biografía
Nacido en Berlín, de padres franceses, llega a la Colonia del Cabo el 13 de octubre de 1816, con su colega Johannes Mund, siendo patrocinados por el Museo de Historia Natural de Berlín.
Mund, calificado boticario, y Maire, dedicado médico, sirvieron ambos en el ejército prusiano durante las guerras napoleónicas con Karl Heinrich Bergius. Mund sirvió de farmacéutico de campo y fue liberado del servicio militar por la intervención del ministro Altenstein. Maire había sido empleado, más tarde, como jardinero en Berlín. Fueron enviados a Sudáfrica por el Museo de Berlín, a instancias del gobierno prusiano, y viajado a través de Inglaterra, donde se reunieron con Sir Joseph Banks en Kew Gardens.
Habiendo llegado al Cabo, y en contacto con Bergius, quien les presentó interesantes localidades para recolectar, y a quien, extrañamente, ignoraron en su lecho de muerte. Mund tenía pasión por las orquídeas y acompañaron a Georg Ludwig Engelhard Krebs en muchas de sus excursiones por el hinterland de Ciudad del Cabo.
Adelbert von Chamisso los llamó al Cabo en abril de 1818 a bordo del "Rurik", entrenando a Krebs y a Mund. Mund y Maire enviaron dos grandes envíos a Berlín. Sin embargo, el museo no estaba contento ya que consideró que la pareja había desperdiciado la subvención que se les hacía, parte de la cual provenía de la Casa de los Rothschild en París.
Después de la terminación de su contrato, Maire decidió ejercer la medicina en Puerto Elizabeth.
Los especímenes de herbario recolectados por él se encuentran, entre otros, en el Museo y Jardín botánico de Berlín; el Real Jardín Botánico de Edimburgo; y en Kew Gardens.

## Algunas publicaciones
- 1831.  "Remarks on the mineral springs of the Koogha". South African Quarterly J. 1 (3): 27-30

## Honores

### Epónimos
Género
- (Asteraceae) Mairia Nees[4]

Especies
- (Lentibulariaceae) Utricularia mairii Cheeseman[5]
- La abreviatura «L.Maire» se emplea para indicar a Louis Maire como autoridad en la descripción y clasificación científica de los vegetales.[6]